# Steatoda hespera
Steatoda hespera är en spindelart som beskrevs av Chamberlin och Ivie 1933. Steatoda hespera ingår i släktet vaxspindlar, och familjen klotspindlar. Inga underarter finns listade i Catalogue of Life.